# Livbeväringsregementet
Livbeväringsregementet var ett svenskt infanteriförband som existerade mellan åren 1821 och 1858. Regementet upprättades i syfte att utbilda Stockholms stads och läns beväring. Officerare från Livdrabantkåren som då hade upplösts ingick i regementets officerskår. Officerarna gjorde dock fortfarande såsom livdrabanter vakttjänst hos kungen. Förbandet upplöstes 1858.

## Historia
Regementet härstammade från den lantvärnsbataljon som sattes upp i Stockholm våren 1808. Denna bestod av 640 man uppdelade på 4 kompanier. Bataljonen led dock av de vanliga problemen med bristfällig utrustning och träning som plågade lantvärnet i allmänhet. Förbandet blev aldrig framgångsrikt och upplöstes efter fredsslutet 1809. Efter införandet av beväringsinrättningen 1812 exercerades manskapet i Stockholms stad av officerare ur Upplands och Södermanlands regementen. Men detta ansågs dock vara en för tung arbetsbörda då officerarna även behövdes för träningen av manskapet i sina egna län. Det bestämdes därför att officerare från den nyligen upplösta Livdrabantkåren skulle organiseras till befäl vid Stockholms stad och läns beväring, vilken fick namnet Livbeväringsregementet. 1849 beslutades att beväringarna tillhörande de vid havet i skärgården belägna socknarna skulle överföras till sjöbeväringen. År 1858 bestämdes att inga ytterligare officerare skulle utnämnas vid regementet och att manskapet skulle exerceras delvis av befäl från fotgardesregementena. Med detta beslut upplöstes i praktiken Livbeväringsregementet som självständig förband.

## Förbandschefer
- 1821–1824: Gustaf Abraham Peyron
- 1824–1832: Johan Otto Nauckhoff
- 1832–1858: Mauritz Axel Lewenhaupt

## Galleri

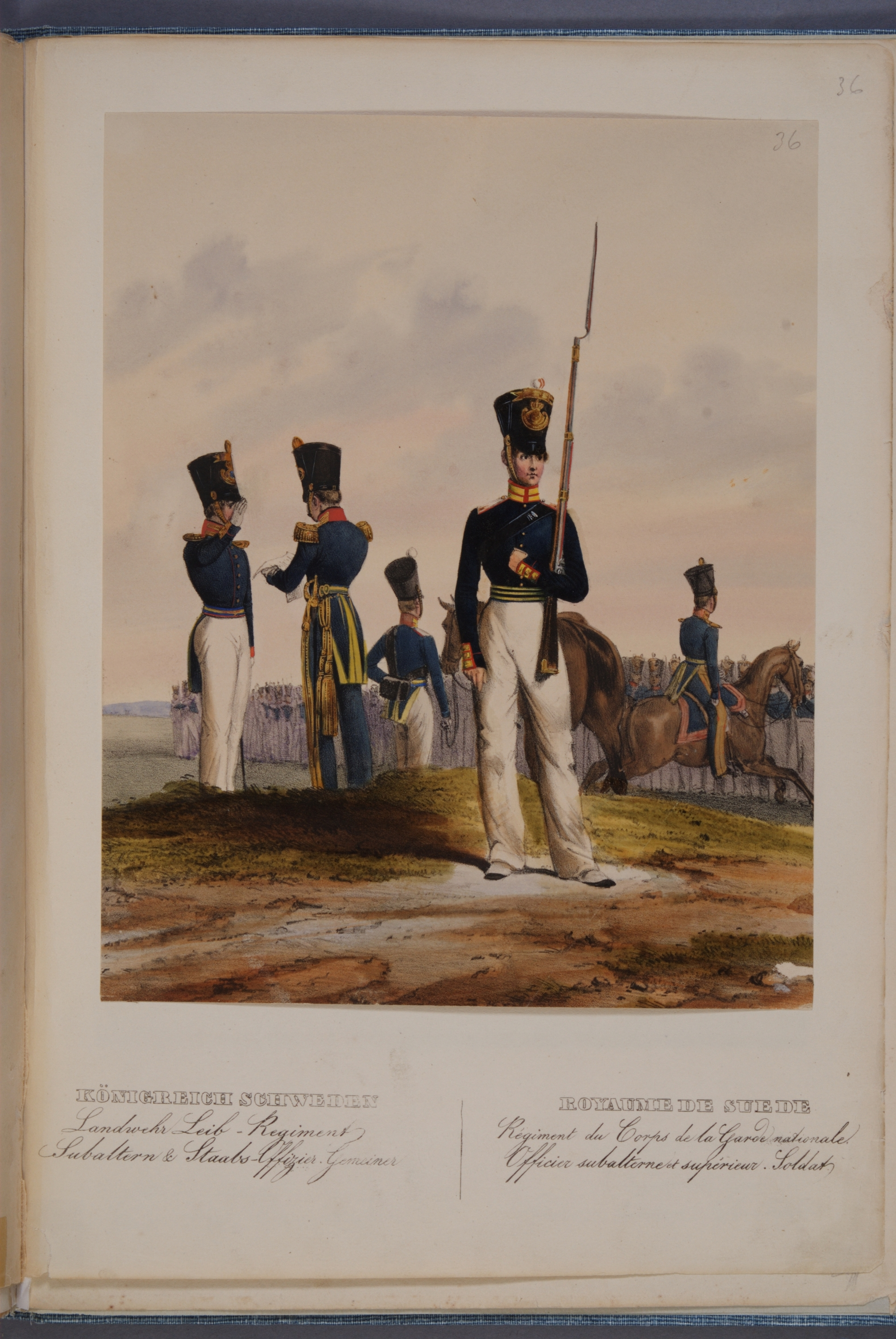
Regementets uniformer cirka 1840.
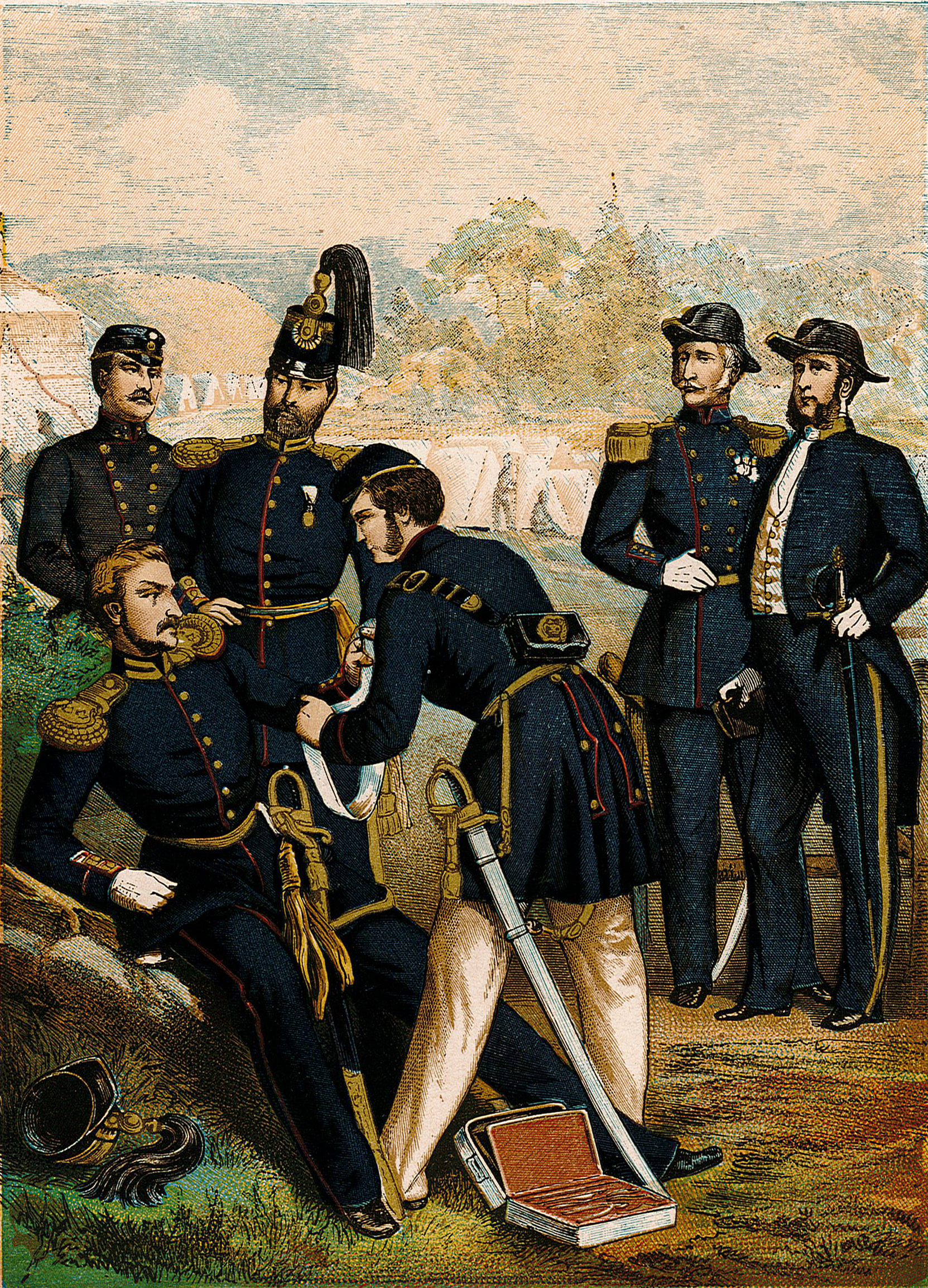
Uniformer för Livbeväringsregementet, fältläkarkåren och auditörer vid mitten av 1860-talet.
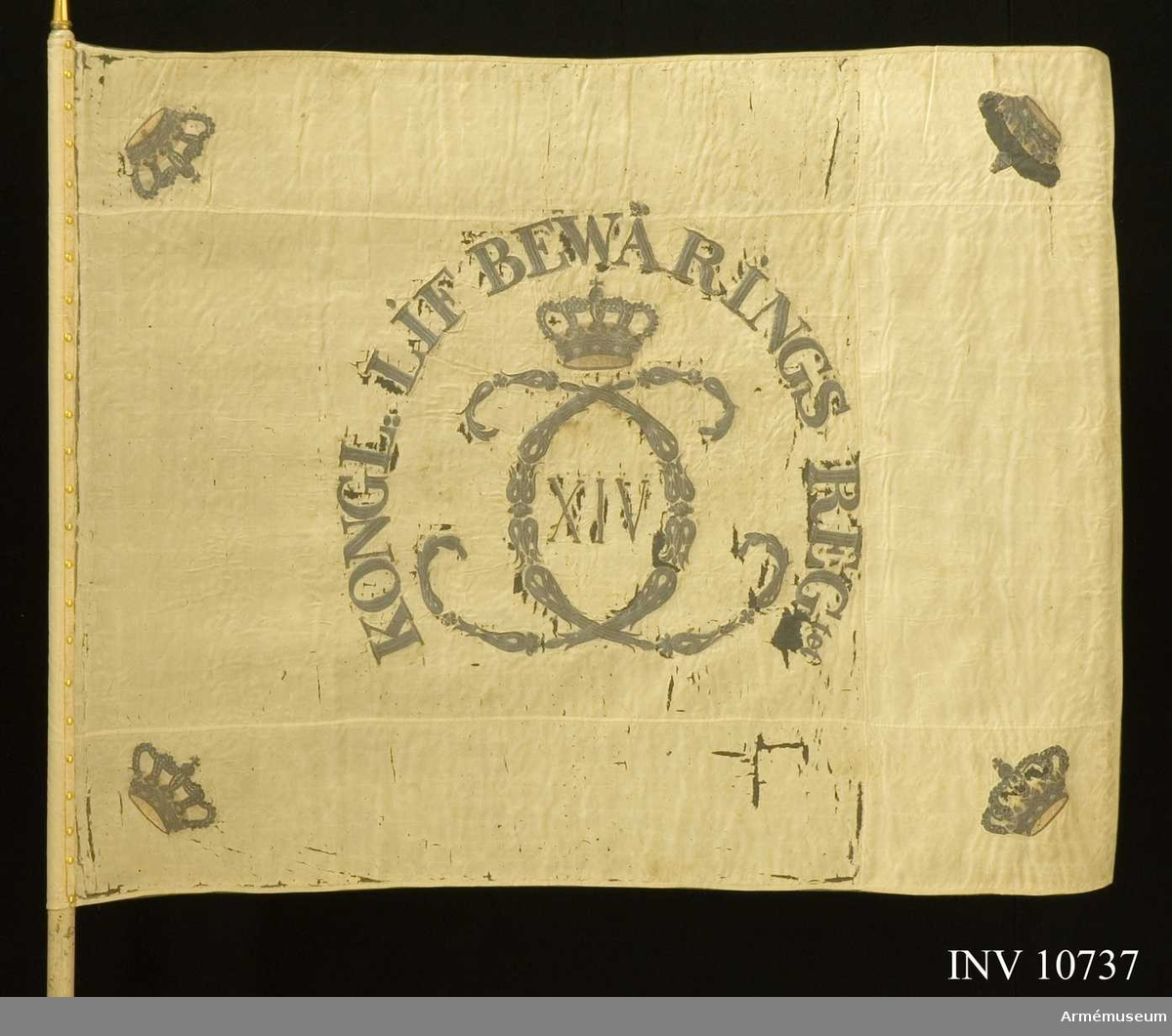
Regementsfana från 1841 med Karl XIV Johans namnchiffer.